# トヨタ・1GZ-FE

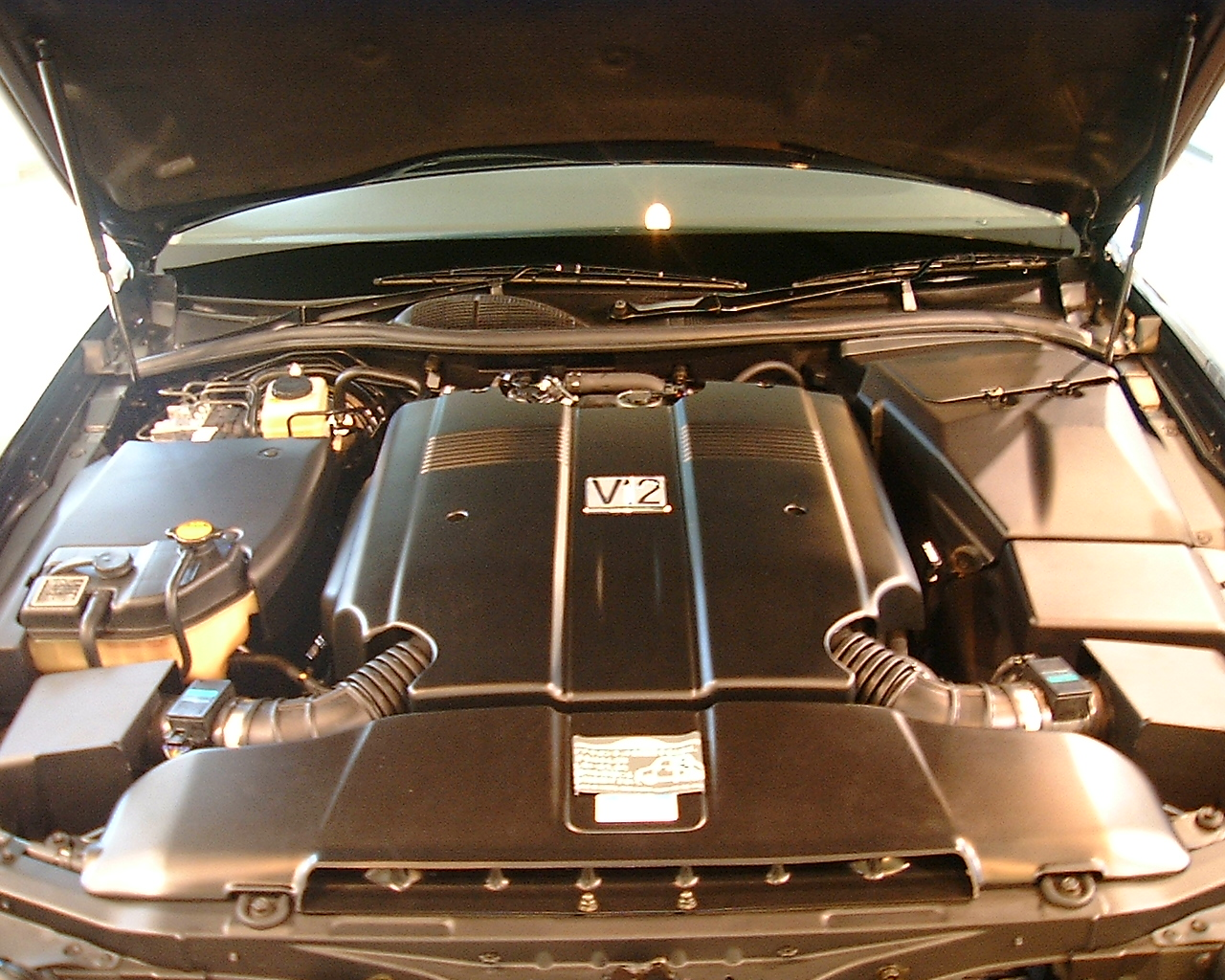
1GZ-FE

トヨタ・1GZ-FEは、トヨタ自動車が1997年（平成9年）から2017年（平成29年）まで製造していたV型12気筒DOHCガソリンエンジンである。
日本における乗用車用エンジンとして、唯一V型12気筒レイアウトを持つエンジンである。

## 概要
排気量は5,000 ccである。最高出力は発売当時馬力に関するメーカー自主規制があったため、280馬力となっている。基本構造はトヨタ自動車で長い実績のある既存の直列6気筒エンジンをベースにしている。片バンクの6気筒にトラブルが生じても、残りの6気筒が機能して走行できるようになっている。ブレーキを含むその他の走行機器の多くにバックアップのための2重系統化が施されている。また、エンジンの組み立ては熟練工が一人で1機のエンジンを組み立てたのちに、全数抜き取りで検査を行い、合格しなければ出荷が不可能であった。
センチュリーが2018年の2代目から3代目へのフルモデルチェンジに伴いV8の2UR-FSEを使用したハイブリッド仕様に変更され、派生車で御料車専用のGZG51型センチュリーロイヤルのみの採用となっていたが、2019年から御料車のベース車も3代目に変更となり、同年で本エンジンを採用する車種が消滅した。
また、全日本GT選手権を戦っていたスープラのエンジンの変更を検討した際当機の使用も検討され、机上でシミュレーションを行ったが、セルシオやソアラに使用されていた3UZ-FEベースの方が有利と判断したことから採用されずに終わった。
圧縮天然ガス (CNG) 仕様は1GZ-FNE型で、最高出力と最大トルクがやや低下している。2003年（平成15年）に登場したが、2005年（平成17年）にカタログから姿を消している。

## バリエーション

### 1GZ-FE
- タイプ:V型12気筒 DOHC 48バルブ VVT-i
- 排気量:4.996 L
- 内径×行程(mm):81.0×80.8
- 圧縮比:10.5
- 出力:206 kW(280 ps)/5,200 rpm 481 Nm(49.0 kgm)/4,000 rpm （1997年 - 2005年）
- 出力:206 kW(280 ps)/5,200 rpm 460 Nm(46.9 kgm)/4,000 rpm （2005年 - ）

### 1GZ-FNE
- タイプ:V型12気筒 DOHC 48バルブ VVT-i（CNG仕様）
- 排気量:4.996 L
- 内径×行程(mm):81.0×80.8
- 圧縮比:10.5
- 出力:190 kW(258 ps)/5,200 rpm 405 Nm(41.3 kgm)/4,000 rpm